# Thamnomys kempi
Thamnomys kempi  (Dollman, 1911) è un roditore della famiglia dei Muridi endemico del Ruanda e del Burundi.

## Descrizione

### Dimensioni
Roditore di medie dimensioni, con la lunghezza della testa e del corpo tra 136 e 153 mm, la lunghezza della coda tra 160 e 215 mm, la lunghezza del piede tra 27,5 e 29,6 mm, la lunghezza delle orecchie tra 17,3 e 25 mm.

### Aspetto
La pelliccia è lunga. Le parti superiori sono arancione-rossastre brillanti, decisamente più rossastre sulla groppa, mentre le parti ventrali sono giallo-brunastre chiare. I fianchi sono color ardesia con dei riflessi giallo-brunastri. La testa ed il muso sono giallo-grigiastri. La punta del naso è nera. Le orecchie sono ricoperte esternamente di peli marroni scuri, mentre internamente sono ricoperte di peli dorati. Il dorso delle zampe è giallo-brunastro, con evidenti macchie scure sui metacarpi ed i metatarsi. La coda è molto più lunga della testa e del corpo, uniformemente marrone scura e con un ciuffo all'estremità.

## Biologia

### Comportamento
È una specie arboricola e notturna.

## Distribuzione e habitat
Questa specie è endemica della foresta Nyungwe, in Ruanda e del Burundi nord-occidentale. Probabilmente è presente anche in Uganda.
Vive nelle boscaglie in aree aperte all'interno di foreste secondarie montane tra 1.800 e 3.500 metri di altitudine.

## Conservazione
La IUCN Red List, considerato l'areale limitato e frammentato e il continuo declino nella qualità del proprio habitat, classifica T.kempi come specie vulnerabile (VU).